# Sant'Angelo all'Esca
Sant'Angelo all'Esca è un comune italiano di 704 abitanti della provincia di Avellino in Campania.

## Storia

### Simboli
Nello stemma comunale è rappresentata una torre che potrebbe ricordare un antico castello costruito nel punto più elevato di un colle, affiancata da due alberi che rappresentano gli antichi boschi che circondavano il borgo. Il gonfalone è un drappo di azzurro.

## Società

### Evoluzione demografica
Abitanti censiti

### Lingue e dialetti
Accanto alla lingua italiana, a Sant'Angelo all'Esca è in uso una varietà del dialetto irpino.

### Tradizioni e folclore
- "Lo pastiero" è una festa popolare che si tiene ogni 29 dicembre in Piazza Dante Alighieri e consiste nel preparare un timballo con 40 kg di pasta, 70 kg di formaggio e 2.200 uova. Esso viene cotto sul fuoco e la cottura è accompagnata da ballate popolari.
- "escaJazz" è un festival di musica jazz organizzato dall'omonima associazione escaJazz che nasce ufficialmente nel 2015, ma in realtà è attiva già dal 2014, anno della prima edizione. Si tiene ogni 8 e 9 agosto su una terrazza panoramica sull'Irpinia, ed ha visto avvicendarsi artisti come Nicky Nicolai, Michael Rosen, Gege Munari, Aldo Bassi, Leonardo Corradi, Walter Ricci, Andrea Rea, Chiara Izzi, Daniele Cordisco, e tanti altri. Ai concerti dal vivo si aggiungono eventi satellite come i laboratori musicali e le degustazioni guidate di vini. L'associazione ha anche organizzato una versione invernale a partire dal 2015.

## Amministrazione

### Altre informazioni amministrative
Il comune fa parte dell'Unione dei comuni Terre di Mezzo.